# Les Études classiques
Les Études classiques est une revue belge à comité de rédaction fondée par le père Jules van Ooteghem en 1932. 
Les Études classiques publie en français, anglais, italien, espagnol et allemand des contributions relatives au domaine des lettres classiques, entendu au sens large. Recevant en priorité des travaux sur les langues et littératures grecques et latines, sans négliger le grec byzantin ou les auteurs latins du Moyen Âge et de la Renaissance, elle s’ouvre également à l’étude de la réception des auteurs classiques et aux travaux de recherche situés en périphérie de la philologie. Elle publie régulièrement des dossiers thématiques qui, comme pour les autres articles, sont soigneusement révisés par les pairs, avec l’appui d’un large comité éditorial international.
La revue est publiée l'aide financière du Fonds de la recherche scientifique (FNRS) de Belgique et de la Fondation universitaire.
La revue est doublée d’une collection d’études classiques, qui accueille des monographies ou des actes de réunions scientifiques, de même contenu que ceux de la revue et dans les mêmes langues.
La revue a été fondée pour offrir aux professeurs de langues anciennes un organe d’information et d’accompagnement pédagogique. Depuis, le monde classique a évolué : l’enseignement des langues anciennes a fortement régressé, beaucoup moins que la recherche dans le domaine classique. La revue s'est donc recentrée sur les travaux à caractère savant, sans perdre de vue, toutefois, la nécessité d’une information aussi large que possible.